# 百里柳
百里柳（学名：Salix baileyi）为杨柳科柳属的植物，是中国的特有植物。分布在中国大陆的河南等地，生长于海拔500米至800米的地区，目前尚未由人工引种栽培。